# Mark Bavaro
Mark Anthony Bavaro (Winthrop, 28 aprile 1963) è un ex giocatore di football americano statunitense che ha militato nel ruolo di tight end nella National Football League (NFL).

## Carriera
Al termine del college, Bavaro era noto principalmente noto per la sua abilità nei blocchi ed era attesa a una carriera professionistica prevalentemente come bloccatore sulle corse. Si guadagnò il soprannome di "Rambo" all'inizio della sua stagione da rookie per il suo stile di gioco intenso, la personalità tranquilla e la somiglianza fisica con Sylvester Stallone. Dopo che il tight end titolare Zeke Mowatt subì un infortunio che pose fine alla sua stagione ancora prima che iniziasse, il capo-allenatore Bill Parcells, che aveva definito Bavaro il rookie che più lo aveva impressionato durante il training camp, scelse Bavaro come nuovo partente. Bavaro concluse la sua prima stagione con 37 ricezioni, 511 yard e 4 touchdown. Stabilì anche un record di franchigia con 12 ricezione in una partita quando il  quarterback Phil Simms passò 513 yard contro i Cincinnati Bengals il 13 ottobre 1985. Dopo la partita, che i Giants persero 35–30, Bavaro rispose mantenendo il basso profilo che avrebbe caratterizzato tutta la sua carriera: "Non è stato nulla di speciale, le giocate non erano nulla di che. Non so cos'hanno fatto. Ho solo ricevuto un sacco di palloni Avrei preferito vincere e questo è tutto." A fine stagione fu inserito nella formazione ideale dei rookie dalla Pro Football Writers of America.
Bavaro continuò ad avere successo nella stagione 1986. Rimase titolare dopo che Mowatt fece ritorno dall'infortunio ed emerse come il bersaglio preferito di Simms. Concluse la stagione con 66 ricezioni per 1 001 yard e 6 touchdown, venendo convocato per il suo primo Pro Bowl. Quelle 66 ricezioni furono un nuovo record di franchigia per un tight end che superarono il precedente primato di Bob Tucker (59). Forse la giocata più nota della carriera di Bavaro durante un Monday Night Football del 1986. Con i Giants in svantaggio, questi ricevette un passaggio da Phil Simms nel mezzo. Ci vollero quasi sette difensori dei 49ers per riuscire a spingerlo finalmente a terra, alcuni dei quali furono trascinati per quasi 20 yard, incluso il futuro Hall of Famer Ronnie Lott. La giocata di Bavaro diede una scossa ai Giants, che vinsero la partita e a fine anno anche il Super Bowl. Ciò solidificò la sua reputazione di giocatore duro, così come fece il suo scendere in campo nel finale di stagione per sei settimane con la mandibola fratturata che lo costringeva a mangiare il cibo attraverso una cannuccia. Nel corso della stagione diede seguito alla sua fama di eccellente bloccatore e fu descritto come "il miglior tight end" della lega dall'allenatore dei 49ers Bill Walsh prima dell'incontro di playoff tra le due squadre. I Giants conclusero la stagione regolare con un record di 14-2 e batterono i Denver Broncos 39–20 nel Super Bowl XXI. Nel 1987 Bavaro fu scelto per apparire sulla copertina di Sports Illustrated per l'inizio della stagione 1987.
Bavaro giocò bene durante la stagione 1987 e fu di nuovo convocato per il Pro Bowl. Concluse l'annata con 55 ricezioni, 867 yard e 8 touchdown. A fine stagione si sottopose a un intervento chirurgico a un piede. Nel 1988 ebbe 53 ricezioni per, 672 yard e 4 marcature malgrado l'avere iniziato in ritardo il training camp a causa di una disputa contrattuale e problemi all'altro piede non operato in precedenza. Dopo non avere saltato una sola gara nelle sue prime quattro stagioni, Bavaro ebbe problemi alle ginocchia nel 1989 che lo limitarono a 7 presenze. Tornò a giocare 15 partite nel 1990. I Giants vinsero tutte le prime dieci gare e chiusero con un bilancio di 13–3. Giunsero fino al Super Bowl XXV dove affrontarono i Buffalo Bills. In quella partita Bavaro fece due ricezioni chiave su situazioni di terzo down e i Giants vinsero 20–19.
Bavaro faticò con un problema degenerativo al ginocchio nel 1990 e riuscì raramente ad allenarsi. I Giants lo svincolarono nel luglio 1991 per tale motivo. Dopo un'iniziale controversia, la squadra gli fece firmare un contratto di un anno del valore di 310.000 dollari e lo inserì nella lista dei giocatori impossibilitati a scendere in campo. Trascorse quella stagione come allenatore dei tight end alla Saint Dominic Savio High School di Boston, Massachusetts. Assunse quel ruolo quando l'allenatore della squadra gli scrisse se gli sarebbe interessato allenare.
Malgrado gli fosse stato consigliato dai dottori che gli operarono il ginocchio di ritirarsi svariate volte, Bavaro nel 1992 firmò un contratto con i Cleveland Browns, allenati dall'ex assistente allenatore dei Giants Bill Belichick. Vi giocò per una stagione, scendendo in campo in tutte le 16 partite. In seguito firmò con i Philadelphia Eagles, dove disputò nuovamente tutte le 16 gare, con 43 ricezioni per, 481 yard e 6 touchdown nel 1993. Dopo un'altra stagione con gli Eagles si ritirò nel 1995 all'età di 31 anni.
Nel 2011 Bavaro fu introdotto nel Ring of Honor dei New York Giants.

## Palmarès

### Franchigia
- Super Bowl : 2

New York Giants: XXI, XXV
- National Football Conference Championship: 2

New York Giants: 1986, 1990

### Individuale
- Convocazioni al Pro Bowl: 2

1986, 1987
- First-team All-Pro: 2

1986, 1987
- PFWA All-Rookie Team - 1985
- New York Giants Ring of Honor